# Tidmaskinen (film)
Tidmaskinen är en amerikansk science fiction-film från 1960 i regi av George Pal. Filmen är baserad på en bok av H.G. Wells från 1895.
Filmen vann en Oscar för bästa specialeffekter 1961.

## Handling
Året är 1899 och George har byggt en tidsmaskin som man kan åka långt in i framtiden med. Då han visar upp en leksaksmodell av tidsmaskinen för några inbjudna vänner är de tveksamma. Hans närmaste vän David Filby varnar honom för att använda maskinen. Men George är fast besluten att utforska vad framtiden har att dölja. George bjuder in vännerna till middag igen några dagar senare, och dyker då upp lemlästad och utmattad och börjar berätta vad han varit med om.
George påbörjar sin tidsresa. En skyltdocka i fönstret mitt emot gatan håller honom uppdaterad i de senaste modetrenderna. När han når 1917 spikas fönstren till hans nu övergivna hus igen och han bestämmer sig för ett första stopp. På gatan åker nu bilar omkring och George träffar David Filbys son James som berättar att David dog i kriget. George reser vidare och gör ett kort stopp 1940 för att bedrövat konstatera att krig åter brutit ut, och att hans hus brunnit upp i en bombräd.
När George når 1966 möts han av underliga ljud och beslutar sig för stanna en tredje gång. Han förvånas över stora folkmassor som söker skydd och sirener som ljuder. Han stöter på en åldrad James som knappt tror sina ögon då den man han träffade 1917 nu dyker upp helt oförändrad i antika kläder. James hör åter sirenerna och får syn på en "atomsatellit" i skyn, och söker snabbt skydd. George bevittnar hur hela den moderna civilisationen förintas och hinner med nöd och näppe tillbaka till maskinen för att fortsätta sin resa.
Maskinen har täckts med lava och George får resa långt fram i tiden i konstant mörker innan stenen eroderar. Han ser spår av mänsklig aktivitet på ytan och stannar maskinen i hopp om att träffa överlevande. Året är nu 802,701 e.Kr. Han möts först av en märklig sfinxbyggnad, men stöter snart på människor. Han blir bekant med en ung kvinna som kallar sig Weena, som han räddar från att drunkna. Hennes folk kallar sig "eloi" och lever på frukt. George blir dock frustrerad över deras likgiltighet över såväl sin tillvaro som sin kunskap. Snart blir George varse om att eloi inte är de enda människorna på jorden. Weena tar George till ett uråldrigt rum där "talande ringar" berättar om århundraden av krig mellan öst och väst, och att vissa människor tog sin tillflykt ner i underjorden och där utvecklats till en egen ras. Dessa som kallas "morlocks" ruvar på hemska hemligheter.

## Rollista i urval
| Rod Taylor      | – H. George Wells             |
| Alan Young      | – David Filby och James Filby |
| Yvette Mimieux  | – Weena                       |
| Sebastian Cabot | – Dr. Philip Hillyer          |
| Whit Bissell    | – Walter Kemp                 |
| Tom Helmore     | – Anthony Bridewell           |
| Doris Lloyd     | – Fru Watchett                |